# Lachesana graeca
Lachesana graeca är en spindelart som beskrevs av Thaler och Knoflach 2004. Lachesana graeca ingår i släktet Lachesana och familjen Zodariidae.
Artens utbredningsområde är Grekland. Inga underarter finns listade i Catalogue of Life.